# Tibouchina stenocarpa
A Quaresmeirinha (Tibouchina stenocarpa)  é uma planta pioneira brasileira que ocorre em várias formações vegetais.

## Características
É um arbusto perene muito ramificado e com altura até 2 metros. Pode atingir mais de 1 metro de diâmetro se não contido por podas.
Os ramos são na cor castanha, quadrangulares com textura áspera e de casca que se despende periodicamente.
As folhas são ovais, de nervuras marcadas longitudinalmente, de consistência coriácea e de cor verde escuro na página de cima e mais clara na inferior.
As flores são de cor púrpura, de cinco pétalas arredondadas na ponta, delicadas e com estames grandes chamativos na mesma cor das pétalas.
Necessita de locais ensolarados e solos ricos em matéria orgânica, com boa drenagem.

## Ocorrência
- Floresta ombrófila densa da encosta oeste da Mata Atlântica.
- Floresta ombrófila mista alto-montana da Mata Atlântica.
- Floresta estacional semidecidual da Mata Atlântica.
- Matas ciliares.
- Matas paludosas.
- Cerrado.